# محاولة انقلاب 2015 في بوروندي
انقلاب بوروندي العسكري 2015 هو محاولة انقلاب عسكري فاشلة وقعت في بوروندي في 13 مايو 2015 وانتهت في 15 مايو 2015، أين قائد هيئة أركان الجيش السابق وهو غودفروا نيومبار أعلن من إذاعة خاصة عن إزاحة رئيس البلاد بيير نكورونزيزا. جاء هذا الانقلاب العسكري أثناء الاحتجاجات البوروندية 2015. الرئاسة قالت في منشور على تويتر أن الوضع تحت السيطرة ولا وجود لانقلاب. 

الرئيس نكورونزيزا كان في زيارة لدولة تنزانيا المجاورة وذلك لحضور القمة الثالثة عشر الخارقة للعادة لمجموعة شرق أفريقيا، أين تحدث رؤساء الدول والحكومات المشاركة عن الأحداث في بوروندي.

في 15 مايو 2015، دخل الرئيس البلاد، وأعلن الانقلابيون في نفس اليوم فشل الانقلاب وعمليتهم، والجنرال سيريل ندايروكي وقائد الشرطة والمتحدث باسم العملية زينون ندابانيزي قد تم توقيفهم واعتقالهم. في نفس اليوم، الجنرال غودفروا نيومبار أعلن: «قررنا أن نتراجع، آمل ألا يتم قتلنا». هذا الأخير بقي متخفيًا في العاصمة.

## ردود الفعل
- مجموعة شرق أفريقيا: أدانت الدول الخمسة الأعضاء في هذا الاتحاد ومن بينهم بوروندي محاولة الانقلاب ودعوا إلى الهدوء.[3]
- الأمم المتحدة: دعا الأمين العام للأمم المتحدة بان كي مون «بشكل عاجل الجميع في بوروندي إلى الهدوء وممارسة ضبط النفس» وقال أن على كل الأطراف أن «تحتفظ بالسلام والأمن في بلاد عانت بشدة من نوبات عنف فيما مضى».[4]
- الولايات المتحدة: عبر البيت الأبيض عن «قلقه» من الأوضاع الراهنة في بوروندي وقال أنه لم يتأكد من وقوع الانقلاب، مجددا دعوته الجميع إلى الهدوء وضبط النفس.[5]